# Верхнелужицкая языковая комиссия
Верхнелужицкая языковая комиссия (в.-луж. Hornjoserbska rěčna komisija, HRK) — лужицкая научная организация, действующая в настоящее время в составе лужицкой культурно-просветительской организации «Матица сербская». Регулятор литературного верхнелужицкого языка.

## История
В октябре 1952 года при новообразованном Институте сербского народоведения в Будишине была основана Верхнелужицкая языковедческая комиссия (Hornjoserbska rěčespytna komisija). Первым председателем комиссии был выбран Рудольф Енч (1952—1958). В обязанности этой комиссии входила лексикографическая и терминологическая проверка изданного в 1950 году словаря «Pomocny terminologiski słownik» (Mitaš 1950, 1952, Jakubaš 1954, 1957). В результате этой работы в 1955 году при Верхнелужицкой языковедческой комиссии была создана отдельная Терминологическая комиссия. В дальнейшем Верхнелужицкая языковедческая комиссия занималась проверкой изданного в 1966 году издания «Ratarska terminologija» Рудольфа Енча. С 17 января 1969 года Верхнелужицкая языковедческая комиссия стала работать в составе лужицкой культурно-общественной организации «Домовина». После вступления в «Домовину» комиссия стала называться как «Верхнелужицкая языковая комиссия». Председателем комиссии был избран один из авторов «Серболужицкого лингвистического атласа» Гельмут Фаска. В это же время был написан Устав комиссии. В параграфе № 2 этого Устава говорилось, что целью Верхнелужицкой языковой комиссии является «упорядочивание орфографии, правописания, пунктуации, морфологии, лексики и синктасиса литературного верхнелужицкого языка». Первым сочинением, которой занялась комиссия стал вышедший в 1970 году «Prawopisny słownik hornjoserbskeje rěče» Павола Фёлькеля. В результате деятельности комиссии в 1974 году вышел новый языковой справочник Павола Фёлькеля «Hornjoserbska ortografija a interpunkcija — prawidła» (Верхнелужицкая орфография и пунктуация — правила).
С 1969 года по 1978 год Верхнелужицкая языковая комиссия провела 22 заседаний. В последние годы своего существования Верхнелужицкая языковая комиссия работала при Академии наук ГДР. При посредничестве последнего председателя Вернера Кальвайта Верхнелужицкая языковая комиссия была преобразована 21 марта 1979 года в Серболужицкую языковую комиссию (Serbska rěčna komisija, SRK), которая, кроме верхнелужицкого языка, занималась также нормированием литературного нижнелужицкого языка. Совещательный совет Серболужицкой языковой комиссии под председательством директора Института сербского народонаселения Мерчина Каспера находился в Будишине. В составе Серболужицкой языковой комиссии действовал нижнелужицкий отдел под руководством Манфреда Старосты, отделы правописания и пунктуации, лексики и терминологии. Программа деятельности Серболужицкой языковой комиссии была опубликована в 1980 году в журнале «Rozhlad».
15 мая 1989 года Серболужицкая языковая комиссия была распущена в результате прекращения деятельности Академии наук ГДР. 9 апреля 1994 года на заседании лужицкого культурно-просветительского общества «Матица сербская» было решено воссоздать Верхнелужицкую языковую комиссию, которая была вновь созвана 29 июня 1994 года в Сербском доме в Будишине под руководством Серболужицкого института. Председателем комиссии был избран Гельмут Йеньч. В 2001 году комиссия при участии Саксонского министерства культуры занималась изданием «Prawopisny słownik» Тима Мешканка, который вышел в 2005 году.

## Структура
Верхнелужицкая языковая комиссия состоит из членов комиссии, которые избирают Председательский совет из трёх участников. Председательский совет возглавляет председатель.
В настоящее время Председательский совет состоит из следующих членов
- Соня Вёлькова (председатель)
- Михал Нук (заместитель);
- Данеля Геелеманова (секретарь).

Члены комиссии
- Людмила Бударёва;
- Моника Гердесова (радио «Serbski rozhłós»);
- Лехослав Йоч (Институт сорабистики);
- Фабиан Каульфюрст (Сербский институт);
- Ядвига Каульфюрстова (языковой центр «Witaj»);
- Тимо Мешканк (Институт сорабистики);
- Янка Печкойц-де-Левано (издательство «Домовина»);
- Аня Погончова (Сербский институт);
- Ганьжка Смолина (редакция газеты «Serbske Nowiny»);
- Сильвия Шенова (Сербская гимназия);
- Ирена Шеракова;
- Яна Шолчина (Сербский институт);
- Эдвард Ворнар (Институт сорабистики);